# Ефект гідри

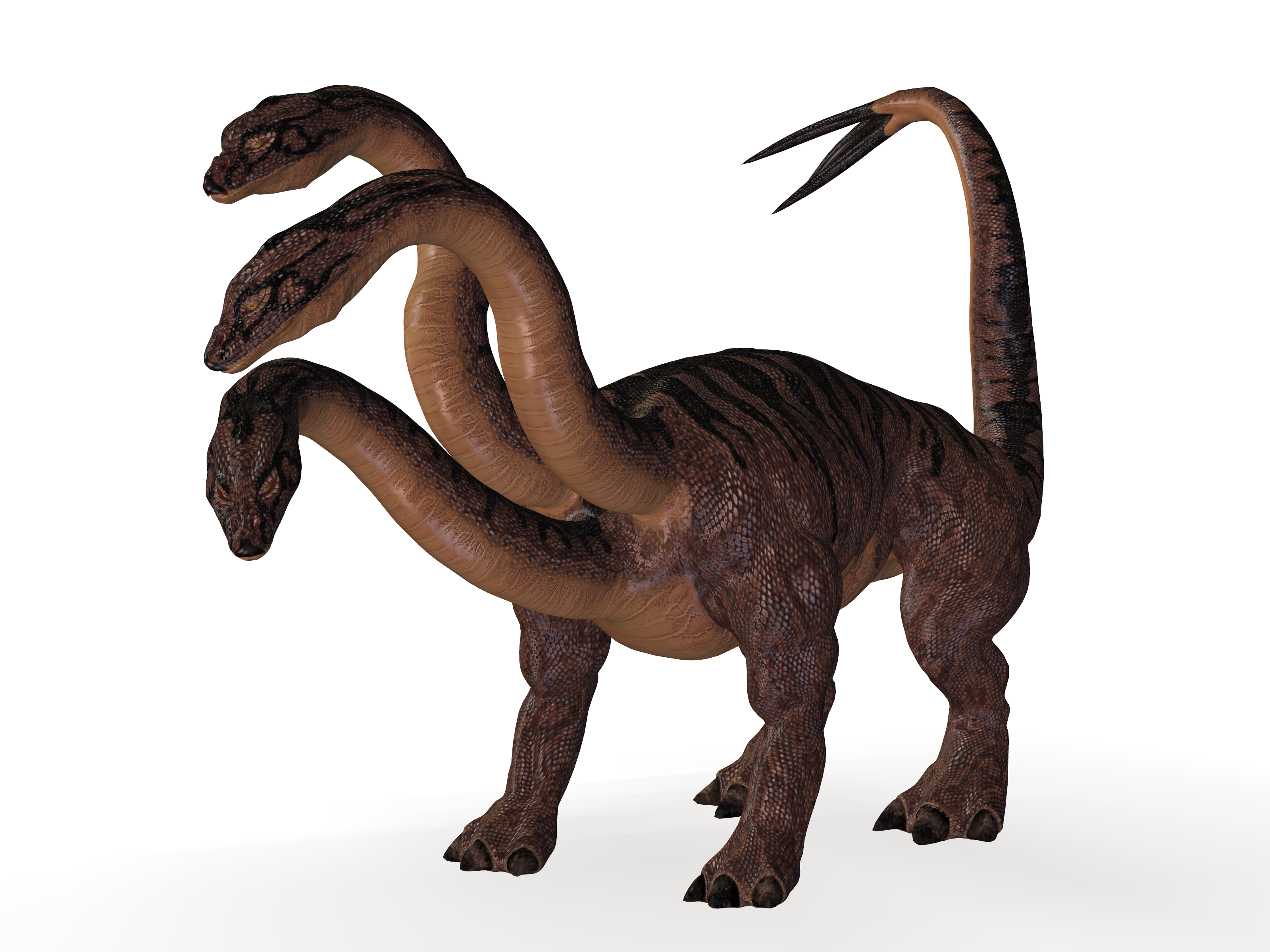
Художнє зображення гідри

Ефект гідри або парадокс гідри зобов’язаний своєю назвою грецькій легенді про Лернейську гідру, в котрої виростало дві голови натомість кожної відрізаної, і використовується для опису контрінтуїтивних ефектів від дій, що мали на меті зменшення проблеми, та зрештою призвели до стимулювання її множення. Зокрема, вчені припустили, що ефект гідри може проявлятися в екологічних системах, коли «вищий рівень смертності конкретного виду зрештою збільшує розмір його популяції». Вважається, що ця гіпотеза має вплив для процесів викорінення шкідників і управління ресурсами. А також зазначається, що є ознаки того, що зниження рівня смертності може скорочувати популяцію.
Ефект гідри також використовувався щодо опису негативних наслідків закриття торрент-трекерів, що лише спричиняло їх повернення в ще більшій кількості втілень. У 2016 році сайт Torrentz припинив свою роботу без додаткової інформації про причини закриття. Однак протягом двох тижнів було створено 3 торрент-сайти, які зайняли його місце. Подібним чином, після того, як торрент-сайт The Pirate Bay було закрито в грудні 2014 року, він реінкарнувався з сотнями копій протягом тижня. На даний ефект посилаються ті, хто виступає проти війни з наркотиками, локдаунів спричинених COVID-19 і цільових вбивств, через їх контрпродуктивний ефект.